# Mary Had a Little Lamb (Paul McCartney & Wings)
Mary Had a Little Lamb è la versione di Paul McCartney & Wings della canzone tradizionale omonima, registrata come risposta al bando da parte della BBC del loro precedente singolo politico, Give Ireland Back to the Irish, anche se McCartney l'ha sempre negato. 

## Il brano
Il chitarrista solista del gruppo suona qui il mandolino, e i figli di McCartney cantano il ritornello. McCartney dichiarò che le registrazioni del brano risalivano a prima della messa al bando di Give Ireland Back to the Irish, ma una fonte dice il contrario.
La canzone venne in effetti registrata nel marzo 1972 (circa un mese dopo Give Ireland Back to The Irish) ma una prima versione di Mary Had a Little Lamb venne proposta durante un'intervista radiofonica degli Wings alla stazione radio WRKO già nel dicembre 1971.
Il brano fu violentemente attaccato dalla critica di musica rock al tempo, mentre alcuni la ritennero solo deliberatamente ironica. Il singolo raggiunse la top 10 nel Regno Unito (picco al 9º posto), mentre negli Stati Uniti molte stazioni radio preferirono far passare la B-side del singolo, Little Woman Love. La Apple Records negli Stati Uniti, modificò la copertina per il singolo, in modo da dare importanza a entrambi i brani, ma il singolo non riuscì ad andare oltre il 28º posto negli States.
La canzone fu pubblicata il 12 maggio 1972. Venne inclusa come traccia bonus nella ristampa rimasterizzata di Wild Life nel 1993.

## Tracce
1. Mary Had a Little Lamb
2. Little Woman Love